# Bad Wimsbach-Neydharting
Bad Wimsbach-Neydharting ist eine Marktgemeinde und ein Kurort in Oberösterreich im Bezirk Wels-Land mit 2515 Einwohnern (Stand 1. Jänner 2024).

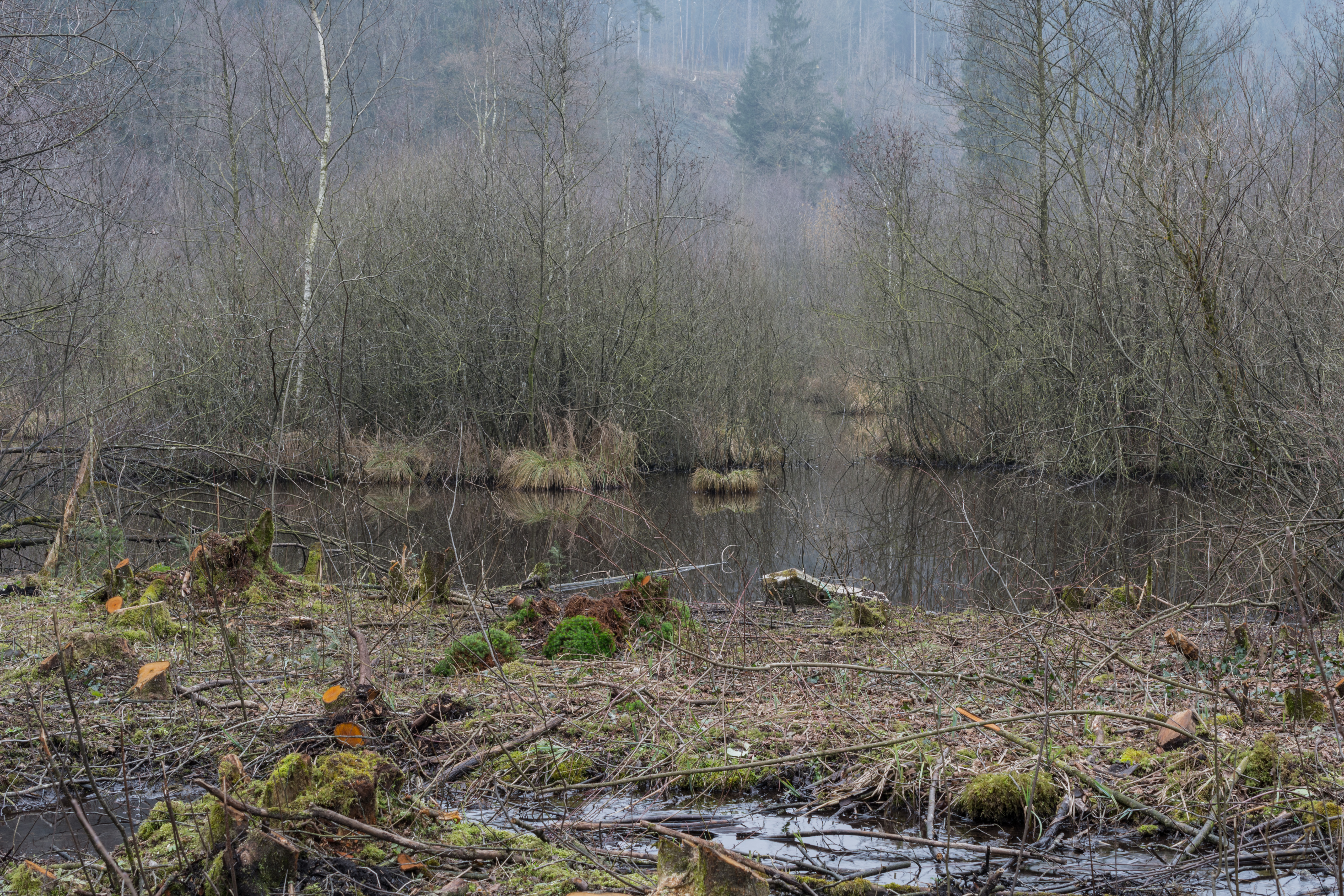
Neydhartinger Moor

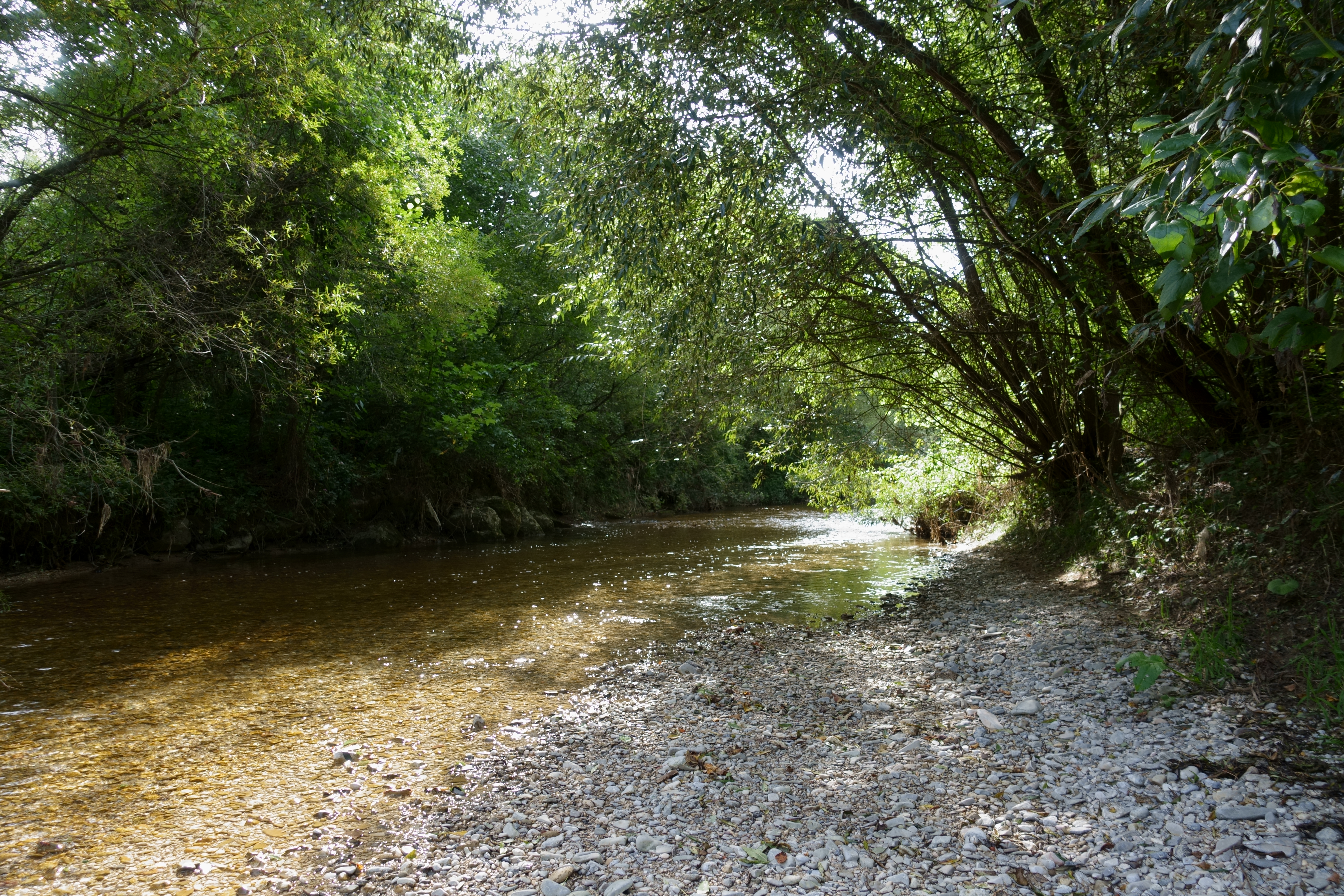
Naturschutzgebiet Almauen

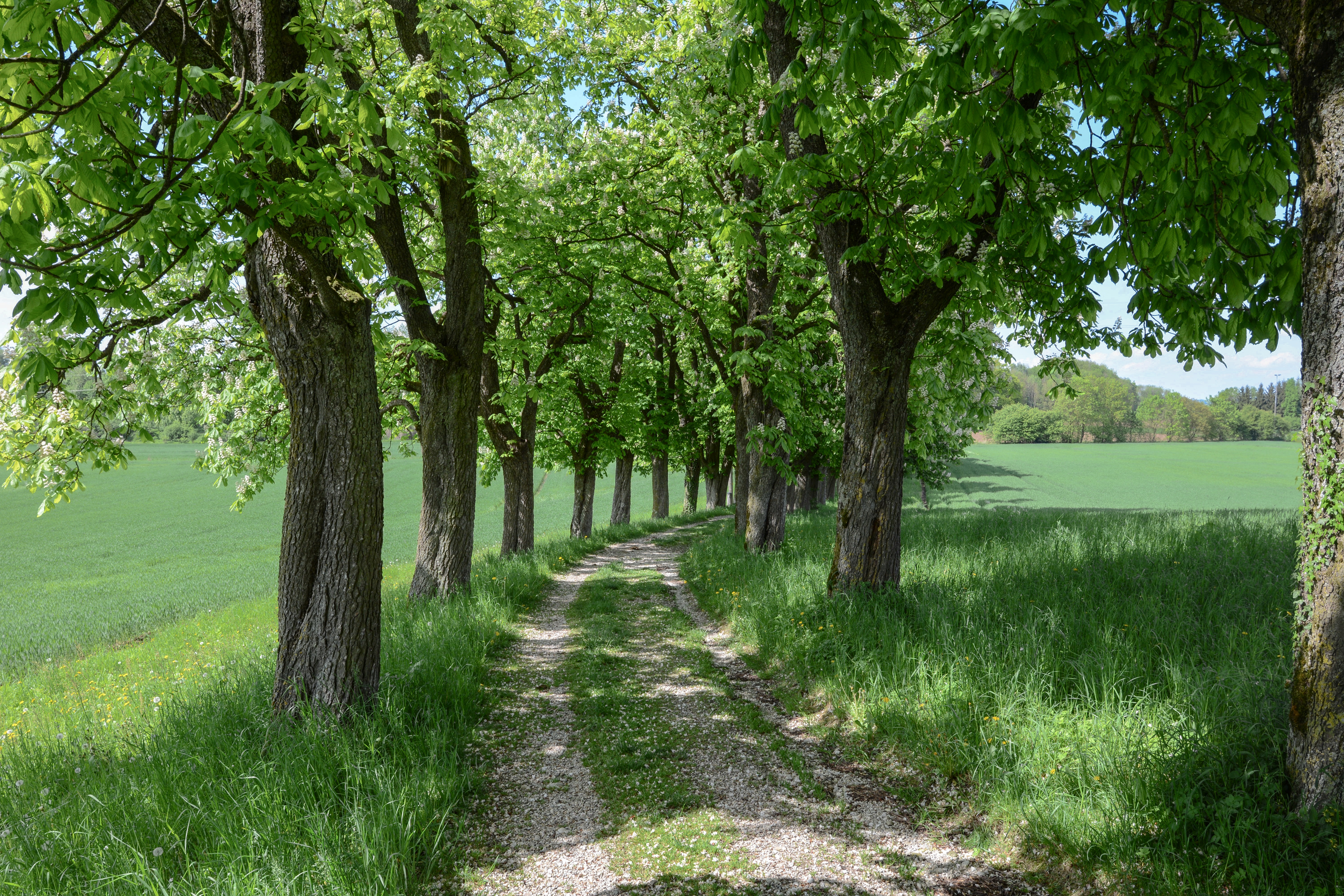
Blühende Kastanienallee

## Geografie
Bad Wimsbach-Neydharting liegt auf 387 m Höhe im Hausruckviertel oder Traunviertel.
Die Ausdehnung beträgt von Nord nach Süd 5,5 km, von West nach Ost 7,9 km. Die Gesamtfläche beträgt 24,3 km². 18,5 % der Fläche sind bewaldet, 71,2 % der Fläche sind landwirtschaftlich genutzt.

### Gemeindegliederung
Das Gemeindegebiet umfasst folgende 13 Ortschaften (in Klammern Einwohnerzahl Stand 1. Jänner 2024):
- Aigen (35)
- Au (337)
- Bachloh (115)
- Bergham (76)
- Dorfham (41)
- Ellnkam (70)
- Giering (54)
- Haag (99)
- Haidermoos (85)
- Kößlwang (170)
- Neydharting (249)
- Traun (52)
- Wimsbach (1132)

Die Gemeinde besteht aus den Katastralgemeinden Au, Bachloh, Bergham, Kößlwang, Neydharting und Wimsbach.
Die Gemeinde war bis 2012 Teil des Gerichtsbezirks Lambach und gehört seit dem 1. Jänner 2013 zum Gerichtsbezirk Wels.

### Nachbargemeinden
| Stadl-Paura          | Edt bei Lambach                             | Fischlham      |
|                      | Kompassrose, die auf Nachbargemeinden zeigt | Steinerkirchen |
| Roitham am Traunfall | Vorchdorf                                   |                |

## Geschichte

### Ortsgeschichte
Bereits zur Hallstattzeit gab es eine Höhensiedlung auf dem Waschenberg innerhalb des von Alm und Traun gebildeten Mündungswinkels.
Ursprünglich im Ostteil des Herzogtums Bayern liegend, gehörte der Ort seit dem 12. Jahrhundert zum Herzogtum Österreich. Seit 1490 wird er dem Fürstentum Österreich ob der Enns zugerechnet.
Während der Napoleonischen Kriege war der Ort mehrfach besetzt.
Seit 1918 gehört der Ort zum Bundesland Oberösterreich. Nach dem Anschluss Österreichs an das Deutsche Reich am 13. März 1938 gehörte der Ort zum Gau Oberdonau. Nach 1945 erfolgte die Wiederherstellung Oberösterreichs.
Im Jahr 1954 erfolgte per Gemeinderatsbeschluss die Umbenennung der Marktgemeinde Wimsbach in Bad Wimsbach-Neydharting. Die Namensänderung sollte den Kurort mit dem Heil- und Moorbad hervorheben.

### Einwohnerentwicklung
1991 hatte die Gemeinde laut Volkszählung 2.300 Einwohner, 2001 dann 2.360 Einwohner.

## Kultur und Sehenswürdigkeiten

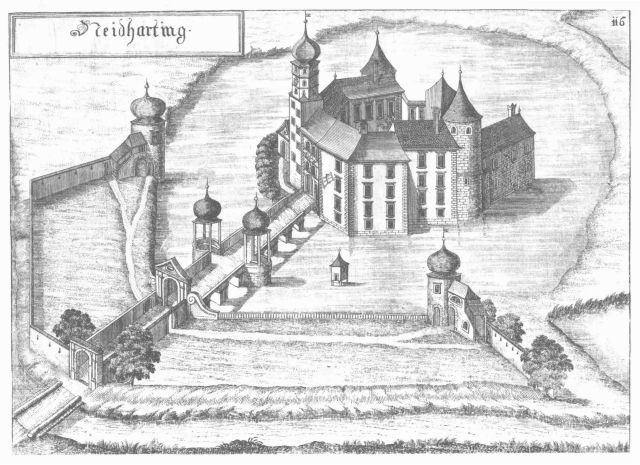
Schloss Neydharting

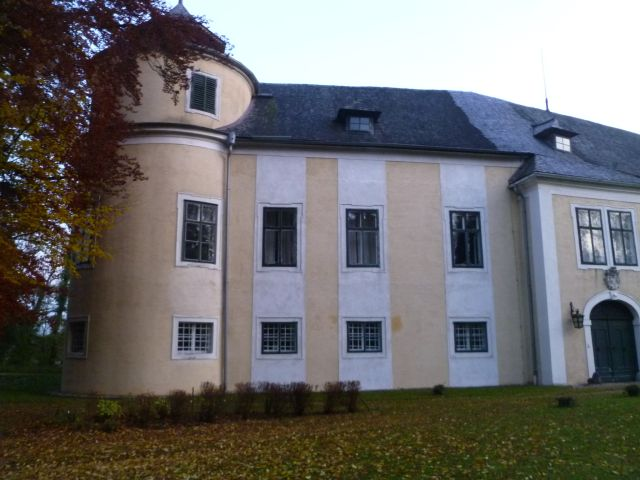
Schloss Wimsbach

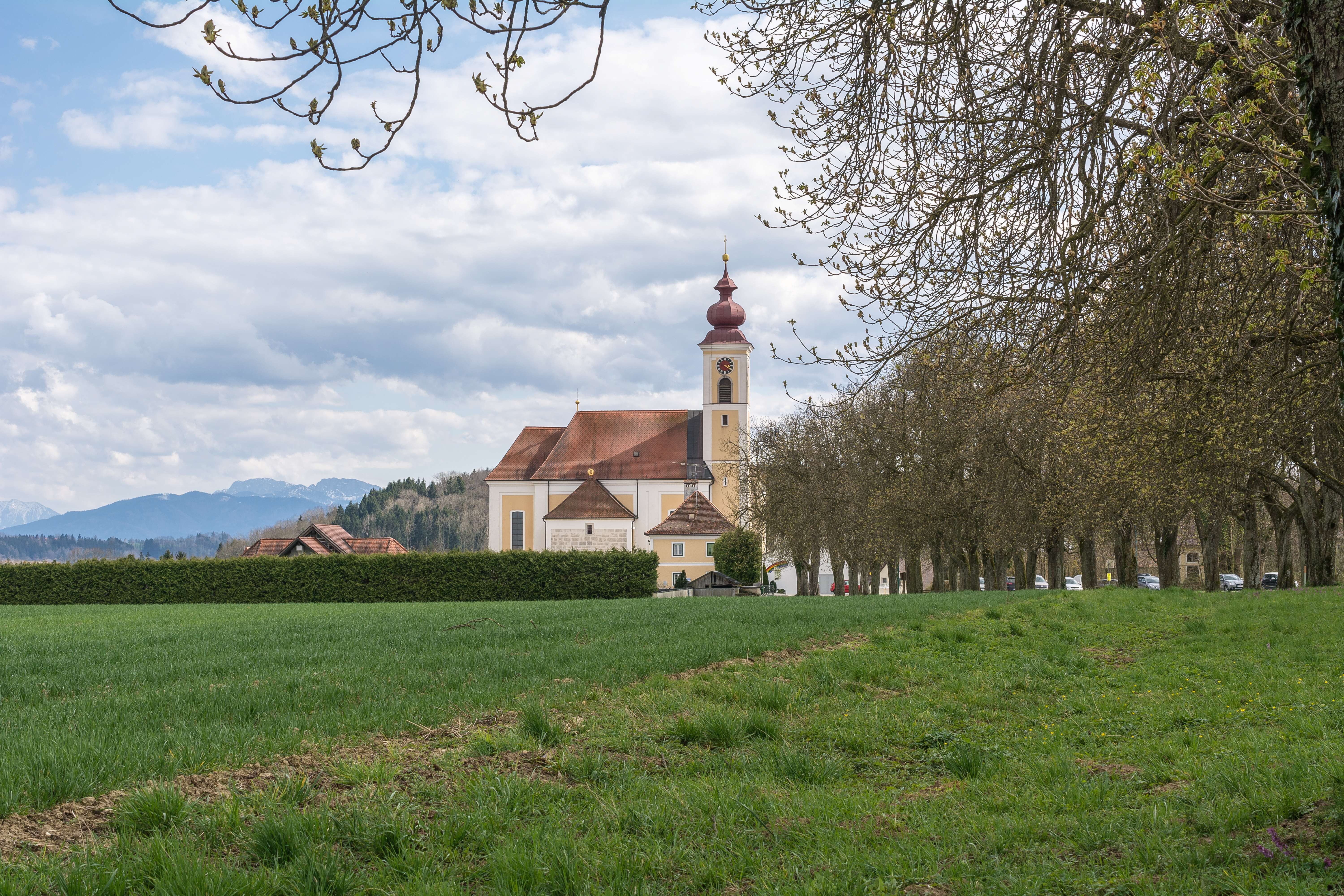
Pfarrkirche Bad Wimsbach-Neydharting

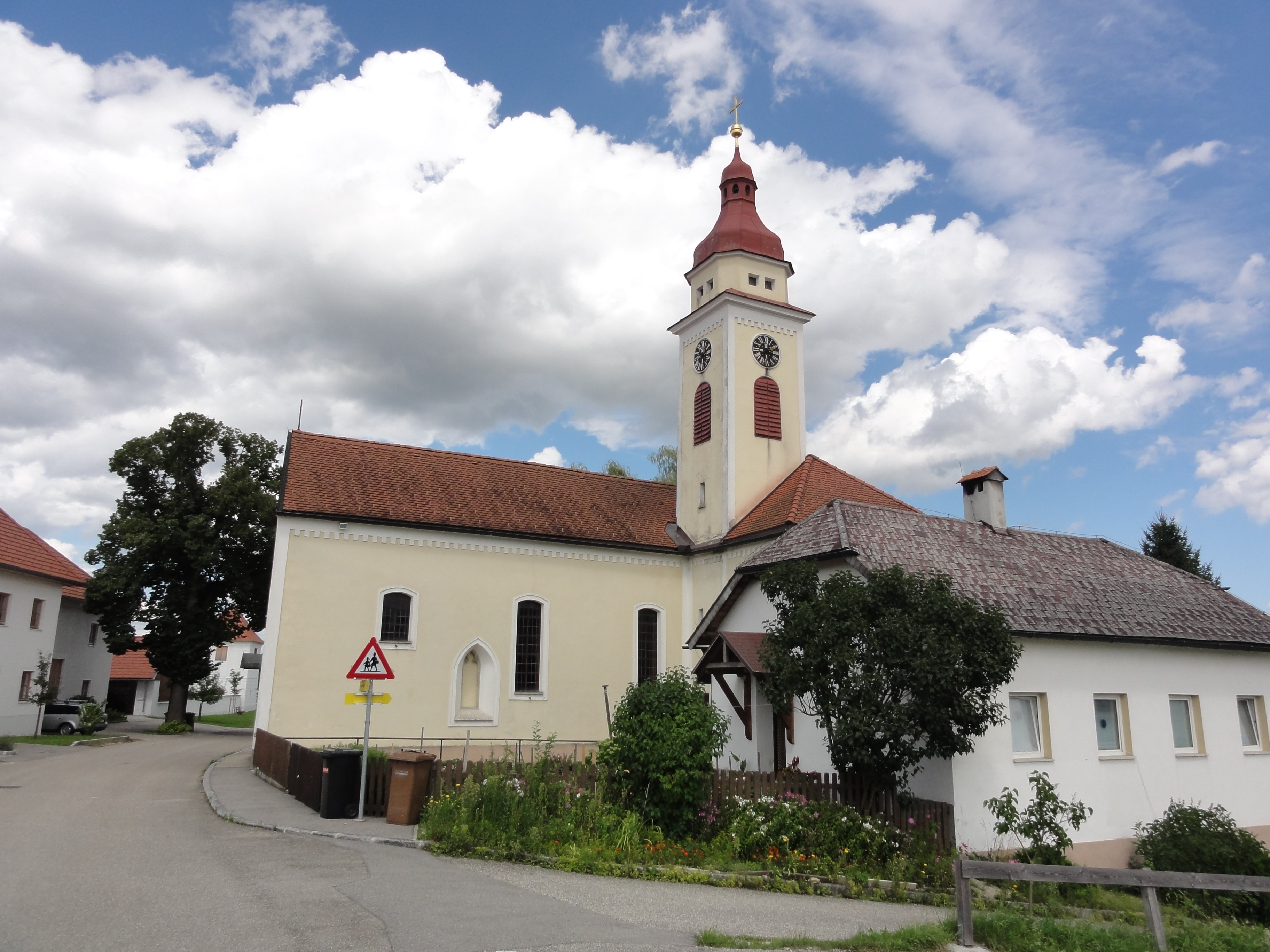
Filialkirche Wim

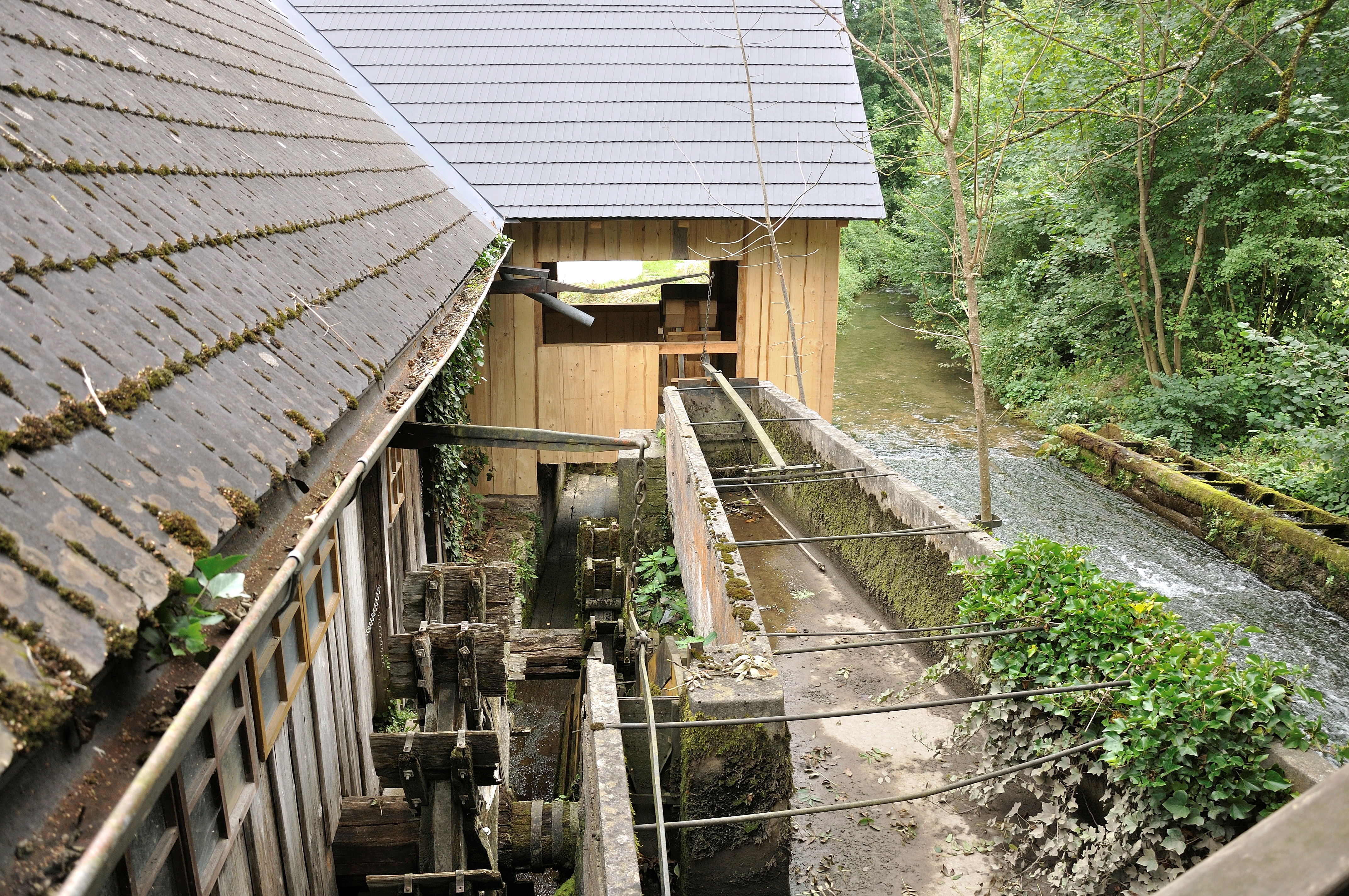
Hackenschmiede

- Katholische Pfarrkirche Bad Wimsbach-Neydharting hl. Stephan: Die barocke Landkirche wurde in den Jahren von 1688 bis 1691 unter Verwendung von Teilen der gotischen Vorgängerkirche von Carlo Antonio Carlone erbaut. Der Hochaltar von 1692 stammt aus der Werkstatt des Passauer Bildhauers Johann Matthias Högenwald. Der Kreuzweg aus der Werkstatt des Welser Malers Wolfgang Andreas Heindl (1693–1757) ist ungewöhnlicherweise gegen den Uhrzeigersinn gestaltet.
- Katholische Filialkirche Wim hl. Thomas von Canterbury
- Katholische Filialkirche Kößlwang hl. Georg: gotisch mit wertvoller Georgsstatue
- Marktplatz und Ortskern mit Bürgerhäusern
- wasserkraftgetriebene Hackenschmiede (eine der ältesten vollständig funktionstüchtigen Hackenschmieden Europas)
- Moorbad Neydharting (Jugendstilbau) im Kurgelände Freilichtmuseum, Jungschützendenkmal, Neydhartinger Moor (Naturschutzgebiet)
- Naturschutzgebiet Almauen
- Villa Rustica (römische Ausgrabungsstätte) im „Freydhofholz“[3]
- Schloss Neydharting
- Schloss Wimsbach und Schlosspark
- 300 Meter lange Kastanienallee (einzigartig)
- Ausblicke von Kösslwang, Bachloh und der Wim (hier sieht man die gesamte oberösterreichische Alpenkette)
- 50 sakrale Kleindenkmäler (Kapellen, Bildstöcke, …)[4]

## Wirtschaft und Infrastruktur

### Sport
- SK Bad Wimsbach 1933: Im Jahre 1933 wurde der Sport Klub Wimsbach gegründet und wird in sieben Sektionen unterteilt. Fußball (1933), Schi (1970), Turnen (1970), Knitteln (1972), Tennis (1979), Schützen (1982) und Stockschützen (1983).

## Politik
Der Gemeinderat hat 25 Mitglieder.

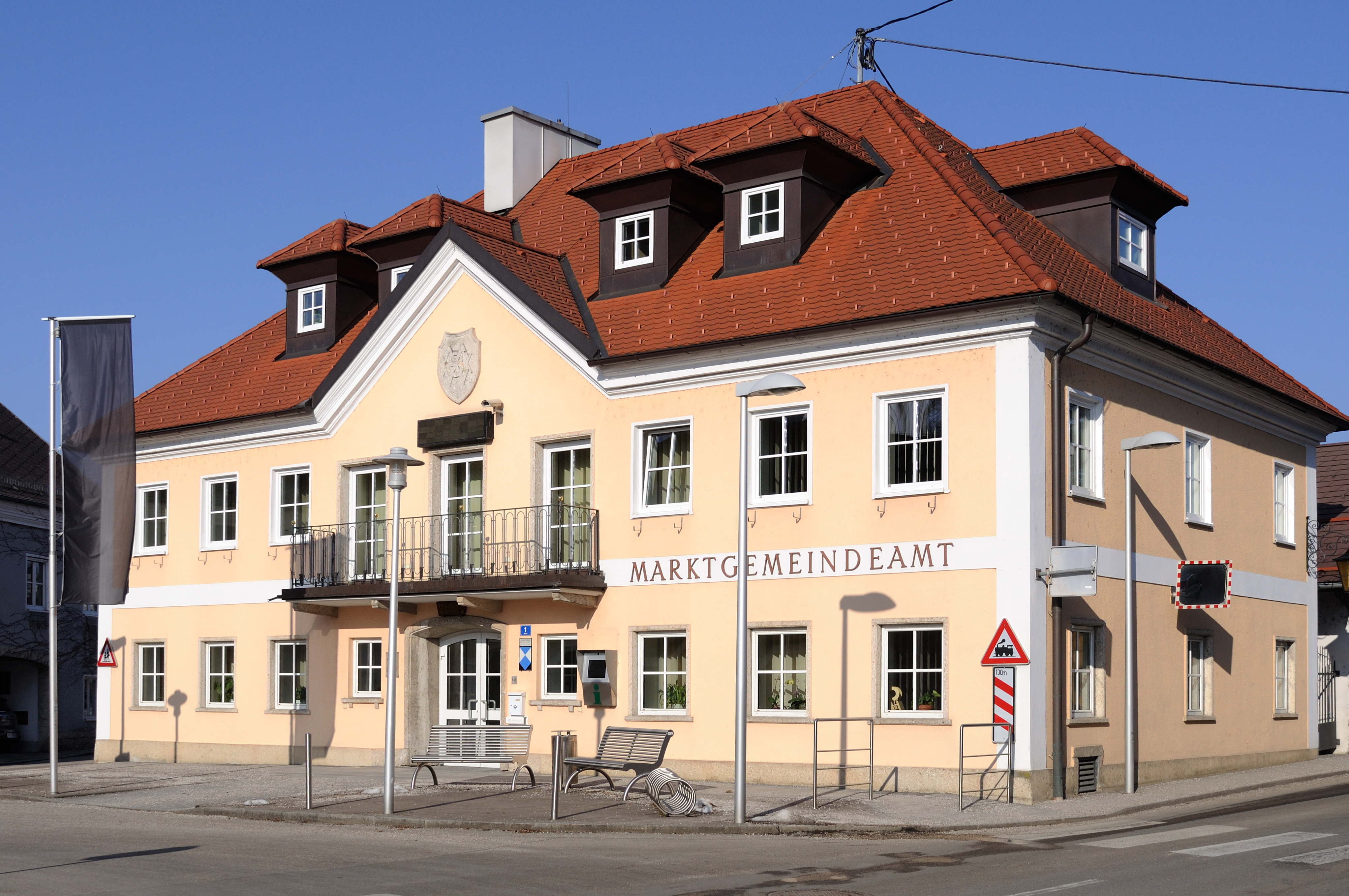
Marktgemeindeamt

- Mit den Gemeinderats- und Bürgermeisterwahlen in Oberösterreich 2003 hatte der Gemeinderat folgende Verteilung: 12 ÖVP, 12 SPÖ und 1 FPÖ.
- Mit den Gemeinderats- und Bürgermeisterwahlen in Oberösterreich 2009 hatte der Gemeinderat folgende Verteilung: 14 ÖVP, 9 SPÖ und 2 FPÖ.
- Mit den Gemeinderats- und Bürgermeisterwahlen in Oberösterreich 2015 hatte der Gemeinderat folgende Verteilung: 16 ÖVP, 5 SPÖ und 4 FPÖ.
- Mit den Gemeinderats- und Bürgermeisterwahlen in Oberösterreich 2021 hat der Gemeinderat folgende Verteilung: 17 ÖVP, 5 SPÖ und 3 FPÖ.[5][6]

### Bürgermeister
- bis 2009 Walter Schindlauer (ÖVP)
- seit 2009 Erwin Stürzlinger (ÖVP)

### Wappen
Offizielle Beschreibung des Gemeindewappens:
Von Rot und Blau durch einen silbernen, mit drei silbernen Federbüschen besetzten Balken erhöht geteilt; unten ein goldenes, mit einem schwarzen Drudenfuß belegtes Badeschaff.
Die Gemeindefarben sind Blau-Weiß-Rot.
Die beiden Teile des 1982 verliehenen Wappens vermitteln durch ihre Bilder sowohl den 1954 festgelegten Doppelnamen als auch Vergangenheit und Gegenwart der Marktgemeinde. Balken und Federbüsche sind dem (älteren) Wappen der Aspan von Liechtenhaag entnommen, die von 1446 bis zum Erlöschen der männlichen Linie mit dem kinderlosen Ableben des Hanns Joachim Aspan im Jahre 1645 im Besitz der Herrschaft Wimsbach waren. Das Badeschaff bezieht sich auf den Kurbetrieb im Moorbad Neydharting; das in einem Zug gezeichnete, fünfsternförmige Pentagramm ist ein altes, magisches, Unheil abwehrendes Heilszeichen, schon bei den Pythagoräern Allegorie der leiblich-seelischen Harmonie und, davon ausgehend, auch Symbol der Gesundheit.

## Persönlichkeiten

### Söhne und Töchter der Gemeinde
- Franz Hafferl (1857–1925), Ingenieur und Unternehmer
- Wolfgang Stropek (* 1945), Motorradrennfahrer
- Wolfgang Jung (* 1948), Politiker (FPÖ) und Offizier
- Roswitha Bauer (* 1959), Politikerin (SPÖ)

### Personen mit Bezug zur Gemeinde
- Gabriele Kutschera (* 1950), Metallkünstlerin
- Günter Tolar (* 1939), Schauspieler, Fernsehmoderator und Autor